# Atik Ismail
Atik Ismail   (Hèlsinki, 5 de gener de 1957) fou un futbolista finlandès de la dècada de 1970.
Fou 26 cops internacional amb la selecció finlandesa. Pel que fa a clubs, destacà a HJK, Beşiktaş i Waregem.